# ドレスメーカー学院
ドレスメーカー学院（ドレスメーカーがくいん）は、日本の専修学校である。学校法人杉野学園が経営する。旧名称ドレスメーカー・スクール（英語: Dressmaker School）、ドレスメーカー女学院（ドレスメーカーじょがくいん）、杉野女学院（すぎのじょがくいん、第二次世界大戦中）。

## 略歴・概要
1926年（大正15年）3月、当時満34歳の杉野芳子が、東京市芝区南佐久間町の和合ビル（現在の東京都港区西新橋、建物は現存せず）に「ドレスメーカー・スクール」として開校する。同年11月2日、現在地である東京府下荏原郡大崎町大字上大崎（現在の東京都品川区上大崎4-6-19）に移転、「ドレスメーカー女学院」と改称した。当時の表現で言えば「洋式裁縫の研究指導所」である。1931年（昭和6年）には、東京府（現在の東京都）認可学校となった。
1935年（昭和10年）、麹町区日比谷（現在の千代田区日比谷公園）の日比谷公会堂で、「創立十周年記念ファッションショー」を開催するが、これが日本初の日本人の手による初の本格的な「ファッションショー」であったと記録される。1939年（昭和14年）、「スタイル画教室」を開設、これも日本初のものであった。同年、「デザイナー養成科」を開設、日本で初めて「服飾デザイナー」を本格的に養成する機関であった。1943年（昭和18年）には、第二次世界大戦下の戦時統制のため「杉野女学院」と改称するが、やがて戦況が厳しくなり、閉鎖を余儀なくされる。
1946年（昭和21年）、「ドレスメーカー女学院」として再開する。1948年（昭和23年）7月31日、「財団法人杉野学園」を設立、翌1949年（昭和24年）12月15日、私立学校法が施行され、1951年（昭和26年）2月21日、文部大臣（現在の文部科学大臣）認可を受けて、現在の学校法人杉野学園に改組した。このときの理事長は杉野繁一、理事にはその妻杉野芳子のほか、北爪巳代子、宮崎ナヲエ（宮﨑直江）、長谷川映太郎（鎌倉書房社長）、内田チサ（双葉洋裁女塾、現在の福岡デザイン専門学校初代理事長）、森政一（湖山社、現在の松柏社創業社長）が名を連ねた。
1955年（昭和30年）、現在も使用している「本校舎」が落成する。
1973年（昭和48年）、創業者のひとり杉野繁一が死去する。1975年（昭和50年）7月11日に交付された学校教育法によって規定された専修学校として、1976年（昭和51年）8月24日付で認可を受ける（設置年月日）。1978年（昭和53年）7月24日、創業者・杉野芳子が死去する。
2012年（平成24年）、600人を収容する「SUGINO HALL」が完成した。

## 沿革
- 1926年（大正15年） - 3月、「ドレスメーカー・スクール」として開校、11月には「ドレスメーカー女学院」と改称
- 1931年（昭和6年） - 東京府（現在の東京都）認可
- 1935年（昭和10年） - 日本初のファッションショーを開く
- 1939年（昭和14年） - デザイナー養成科開設、日本初の服飾デザイナー養成機関となる
- 1943年（昭和18年） - 戦時統制のため「杉野女学院」と改称
- 1946年（昭和21年） - 閉鎖されていた学院を再開
- 1948年（昭和23年） - 財団法人として杉野学園を設立
- 1951年（昭和26年） - 財団法人杉野学園を学校法人に改組
- 1955年（昭和30年） - 現在の「本校舎」落成
- 1976年（昭和51年） - 学校教育法による専修学校として認可
- 2012年（平成24年） - 「SUGINO HALL」完成
- 2015年（平成27年） - 創立90周年記念式典挙行
- 2018年（平成30年） - 服飾造形科、ファッションビジネス科 文部科学省より職業実践専門課程 として認定される

## 学校データ

### 基礎データ
- 所在地 : 東京都品川区上大崎4-6-19
- 設立 : 1926年（大正15年）11月2日
- 院長 : 岡正子
- キャンパス : 本校舎、第2校舎、第5校舎、第6校舎
- 学科 : 服飾造形科 （2年制）およびファッションサービス科 （2年制）、アパレルデザイン科 （3年次進学、1年制）
アパレル技術科 （3年制）
高度アパレル専門科 （4年制）

## 対外関係

### 系列校
- 杉野服飾大学
- 杉野服飾大学短期大学部
- 杉並幼稚園

## 出版局
杉野学園ドレスメーカー学院出版局（すぎのがくえんドレスメーカーがくいんしゅっぱんきょく）は、日本の出版事業体である。学校法人杉野学園ドレスメーカー学院の内部に設置されている。

### ビブリオグラフィ
国立国会図書館蔵書を中心としたおもな出版物の一覧である。
- 『洋裁テキスト』全6巻、杉野芳子、1956年10月
- 『ファッション画』、志村萠、発売ブティック社、2000年6月 ISBN 4834752917
- ドレメファッション造形講座1『基礎テキスト』上、二宮柊子、発売ブティック社、2001年5月 上 ISBN 4834753328
- ドレメファッション造形講座2『基礎テキスト』下、二宮柊子、発売ブティック社、2001年5月 下 ISBN 4834753336
- ドレメファッション造形講座3『スカート・パンツ』、二宮柊子、発売ブティック社、2001年8月 ISBN 4834753425
- ドレメファッション造形講座4『ブラウス・ワンピースドレス』、二宮柊子、発売ブティック社、2002年3月 ISBN 4834753581
- ドレメファッション造形講座5『スーツ』、二宮柊子、発売ブティック社、2002年3月 ISBN 483475359X
- ドレメファッション造形講座6『ジャケット・ベスト』、発売ブティック社、2002年5月 ISBN 4834753719
- ドレメファッション造形講座7『コート』、発売ブティック社、2002年5月 ISBN 4834753727
- ドレメファッション造形講座8『ベビィ・こども服』、発売ブティック社、2002年8月 ISBN 4834753840
- 『図解服飾用語事典』、杉野芳子、発売ブティック社、2003年5月 ISBN 4834754146

## 主な卒業生
- 浅井洋子（ファッションデザイナー、北海道ドレスメーカー学院2代学院長）
- 小野塚秋良（ファッションデザイナー）
- 橋爪もも（シンガー・ソングライター）
- 福冨芳美（ファッションデザイナー、明石短期大学学長）
- 山口小夜子（ファッションモデル）
- 島田順子（ファッションデザイナー）
- 森英恵（ファッションデザイナー）
- 津村節子（小説家）